# Cryptocochylis conjunctana
Cryptocochylis conjunctana är en fjärilsart som beskrevs av Mann 1864. Cryptocochylis conjunctana ingår i släktet Cryptocochylis och familjen vecklare. Inga underarter finns listade i Catalogue of Life.

## Bildgalleri

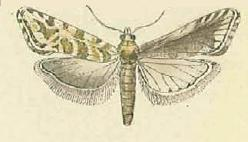